# Фра-Дьяволо
Фра-Дьяволо, наст. имя Микеле Пецца (ит. Fra Diavolo, Michele Pezza, род. 7 апреля 1771 г. Итри — ум. 11 ноября 1806 г. Неаполь) — итальянский разбойник и участник освободительного движения на юге Италии, направленного против французской оккупации в конце XVIII — начале XIX веков.

## История
Fra Diavolo (в переводе Брат-Дьявол), бывший первоначально монахом (или по крайней мере носивший монашеские одеяния и выдававший себя за монаха), ещё в юности становится членом банды разбойников. Вскоре, «возвысившись» до атамана банды, Фра-Дьяволо получает в 1799 году прощение и отпущение грехов от кардинала Фабрицио Руффо — в связи с тем, что он и его разбойники в 1798—1799 годах активно выступали против правительства профранцузской Партенопейской республики и за восстановление монархии в Неаполе. Фра-Дьяволо был произведён в полковники старой неаполитанской армии и некоторое время носил военную форму. В 1800—1806 годах М. Пецца исполняет обязанности генерал-коменданта своего родного департамента Итри.
После вторичного взятия французскими войсками Неаполя, в августе 1806 года Фра-Дьяволо во главе отряда из 300 повстанцев был высажен англичанами с моря на берег близ Гаэты. Отряд развернул против французов и итальянских союзников Наполеона I — благодаря превосходному знанию местности — успешную партизанскую войну, нападая на мелкие гарнизоны, уничтожая продовольственные команды и т. п. Во время открытого столкновения и тяжёлого, продолжительного боя с французскими войсками отряд Фра-Дьяволо был рассеян: около сотни повстанцев было убито и 60 взято в плен. Самому же Фра-Дьяволо удалось спастись. Тем не менее в ноябре 1806 года разбойник-партизан был схвачен французами в небольшом городке Баронисси и вскоре после этого повешен в Неаполе.

## След в искусстве
Необычная судьба Фра-Дьяволо неоднократно использовалась литераторами, композиторами и кинематографистами.
- Опера Даниеля-Франсуа Обера «Фра-Дьяволо» на либретто Эжена Скриба была поставлена в Париже в 1830 году.
- В 1912, 1925, 1931, 1942 годах были сняты киноленты в Италии («Fra Diavolo»), в 1933 году — в США («The Devil’s Brother»), в 1962 году — кинофильм «La Leggenda di Fra Diavolo» с Тони Расселлом в главной роли, Марио Адорфом в роли Нардоне.
- В 1963 в Италии вновь обращаются к этому герою — на экраны выходит кинофильм «I tramboni de Fra Diavolo» (Падение Фра-Дьяволо).